# Juliette Marquet
Juliette Marquet ist eine französische Filmproduzentin.

## Karriere
Marquet wurde in Paris geboren und wuchs in der Bretagne auf. Sie studierte bis 2015 an der Universität Paris III und der Goethe-Universität Frankfurt. Sie begann ihre Filmkarriere 2016 bei Sacrebleu Productions als „Art Production Manager“ für den Kurzfilm Contre le mur. Darauf folgten weitere Stellen als Assitenzproduzentin und Produktionsleitung von Kurzfilmen. Zuletzt produzierte sie 2024 mit Regisseur Loïc Espuche den Kurzfilm Beurk!, für den sie bei der Oscarverleihung 2025 in der Kategorie Bester animierter Kurzfilm nominiert wurden. Zudem wurde sie für einen César in derselben Kategorie nominiert.

## Filmografie (Auswahl)
- 2017: Gros chagrin (Kurzfilm)
- 2020: Horacio (Kurzfilm, Produktionsleitung)
- 2024: Beurk! (Kurzfilm)

## Auszeichnungen
- 2025: César-Nominierung in der Kategorie Bester animierter Kurzfilm für Beurk!
- 2025: Oscar-Nominierung in der Kategorie Bester animierter Kurzfilm für Beurk!